# São Martinho do Peso
São Martinho do Peso ist eine Gemeinde (Freguesia) im portugiesischen Kreis Mogadouro. In ihr leben 255 Einwohner (Stand 19. April 2021).